# Dans la lumière
Pour l’article homonyme, voir Dans la lumière (homonymie).
Albums de Zoxea
À mon tour d'briller
(1999) Tout dans la tête
(2012)
Dans la lumière est le deuxième album du rappeur Zoxea.

## Liste des titres
1. King De Boulogne - 5:20
2. Malade avec Lionel Scott - 4:42
3. Bounce - 3:59
4. Esprit ghetto métèque avec Miss Nad - 3:54
5. T'as changé avec Kool Shen - 3:14
6. Papa est là - 3:39
7. Jamais oublié - 4:08
8. Unité - 4:20
9. Rien de neuf avec Nysay - 3:53
10. Moi & Mon Sosse avec Michel Aubenace - 4:17
11. No Time avec Sinik - 4:25
12. Tout est écrit - 3:34
13. Méfie toi avec Crystal - 3:24
14. Voyou reste calme avec Vaï - 4:09
15. Une fois que c'est terminé - 4:54